# Waylon Reavis
Waylon Reavis (nascido em 19 de setembro de 1978) no Condado de Wilkes, NC, é um cantor americano, conhecido por ser ex-vocalista da banda de metal industrial Mushroomhead.
Juntou-se ao Mushroomhead em 2004, depois da saída do também vocalista Jmann e saiu no final do ano de 2015 devido a divergências de opiniões com o Steve 'Skinny' Felton baterista e fundador da banda.